# Lava
La lava és un tipus de roca que arriba a la superfície de la Terra a causa de l'aflorament de magma.

## Etimologia
Francesco Serao probablement va ser el primer a utilitzar en geologia la paraula lava la qual és d'origen llatí: "labes" que significa 'caiguda', 'esllavissada'. Apareix en un escrit seu sobre l'erupció del Vesubi el 1737.

## Aspecte d'un camp de lava

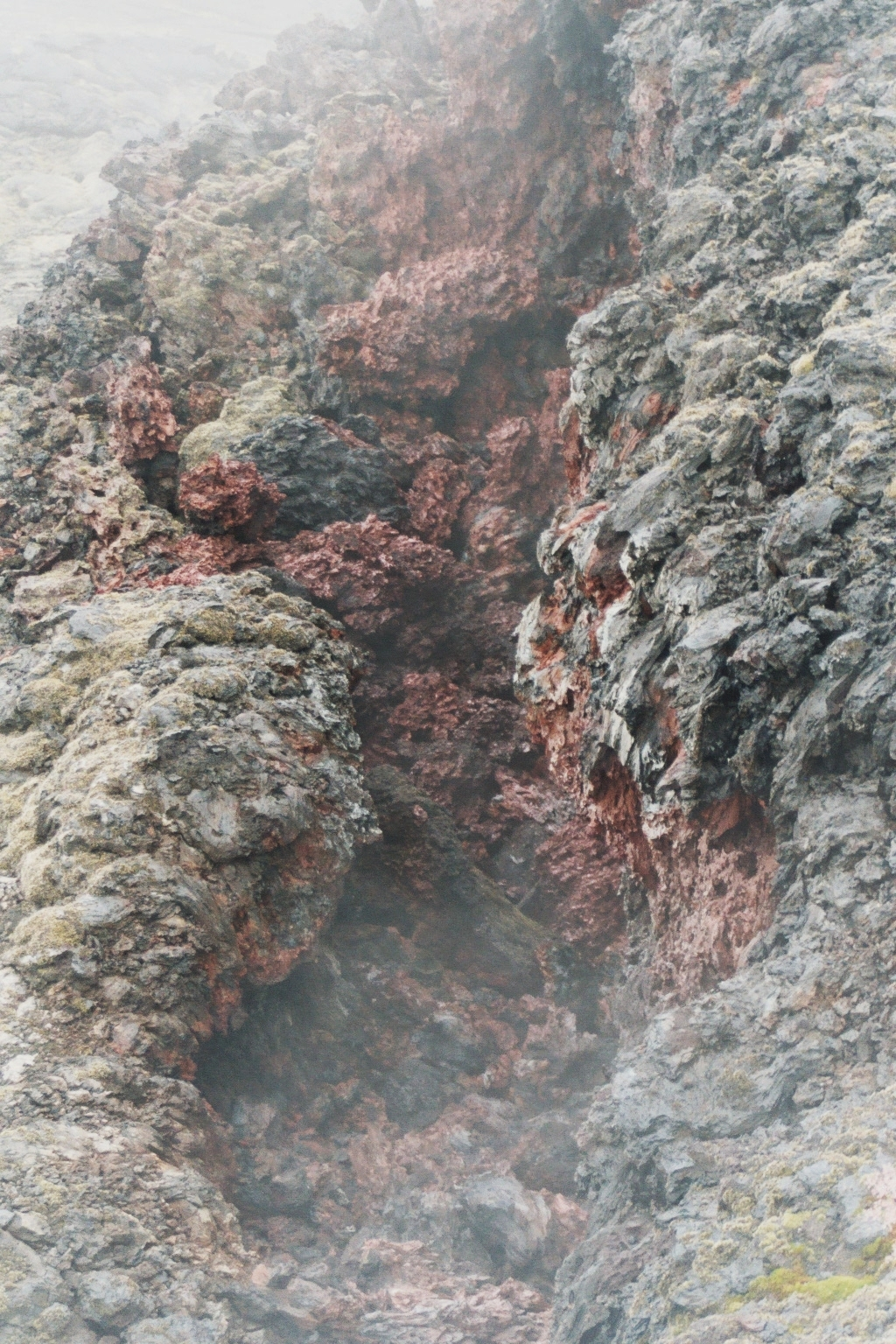
Lava basàltica solidificada

Quan el flux de lava, fluid o viscós es crea durant una erupció, l'aspecte de la lava i la seva composició no sempre són els mateixos.
De fet, la viscositat de la lava depèn del seu contingut en sílice (òxid de silici), si la lava conté molta sílice serà molt viscosa. Això permet explicar els principals tipus de volcans, els de tipus efusiu i els de tipus explosiu.
En el tipus de volcans explosius, la lava emesa en un volcà és viscosa i rica en sílice. Quan la pressió de la columna de magma esdevé inferior a la pressió dels gasos, el gas surt amb força i provoca l'ejecció explosiva de partícules i de fragments de roca en fusió (bombes, lapil·lis i cendres). La roca obtinguda durant aquestes erupcions és una roca riolítica.
En el tipus de volcans efusius, on la lava és pobra en sílice, la lava emesa en aquest tipus de volcans és fluida. En aquests volcans no hi ha augment de la pressió durant la pujada del magma el qual pot sortir en forma de font de lava. També hi pot haver un llac de lava (exemple: Kilauea-Mauna). La roca obtinguda en els volcans efusius és una roca basàltica.

## Tipus de laves
La lava és una roca de tipus magmàtic volcànic de color negre o vermella/rosa. No té principals minerals, ja que s'ha refredat tan ràpidament que no es poden formar cristalls, ja que els minerals per formar-se necessiten un refredament més gradual, no tant sobtat. En funció de la composició del magma que l'origina es poden classificar en aquests tipus de laves:
- Lava cordida Com el seu nom indica, té una superfície ondulada a llisa. Tenen unes rugositats que s'assemblen a cordes. A aquest tipus de laves també se les coneix amb el nom de laves pentoses.
- Lava basaltosa és un tipus de lava basàltica que té una superfície de blocs aspres i desiguals i presenta rugositats. Les colades de lava avancen lentament a una velocitat de 5 a 50 metres per hora. La seva superfície freda és fragmentada per l'eixida de gasos que produïxen nombrosos buits.
- Lava encoixinada és lava basàltica que se solidifica en un ambient subaquàtic i té una aparença que s'assembla a un apilament de coixins.

La lava no conté gasos i el magma sí. El magma conté gasos i es troba a l'interior de la terra; en canvi, la lava s'ha solidificat i consegüentment s'han escapat els gasos.

## Composició de la lava i comportament

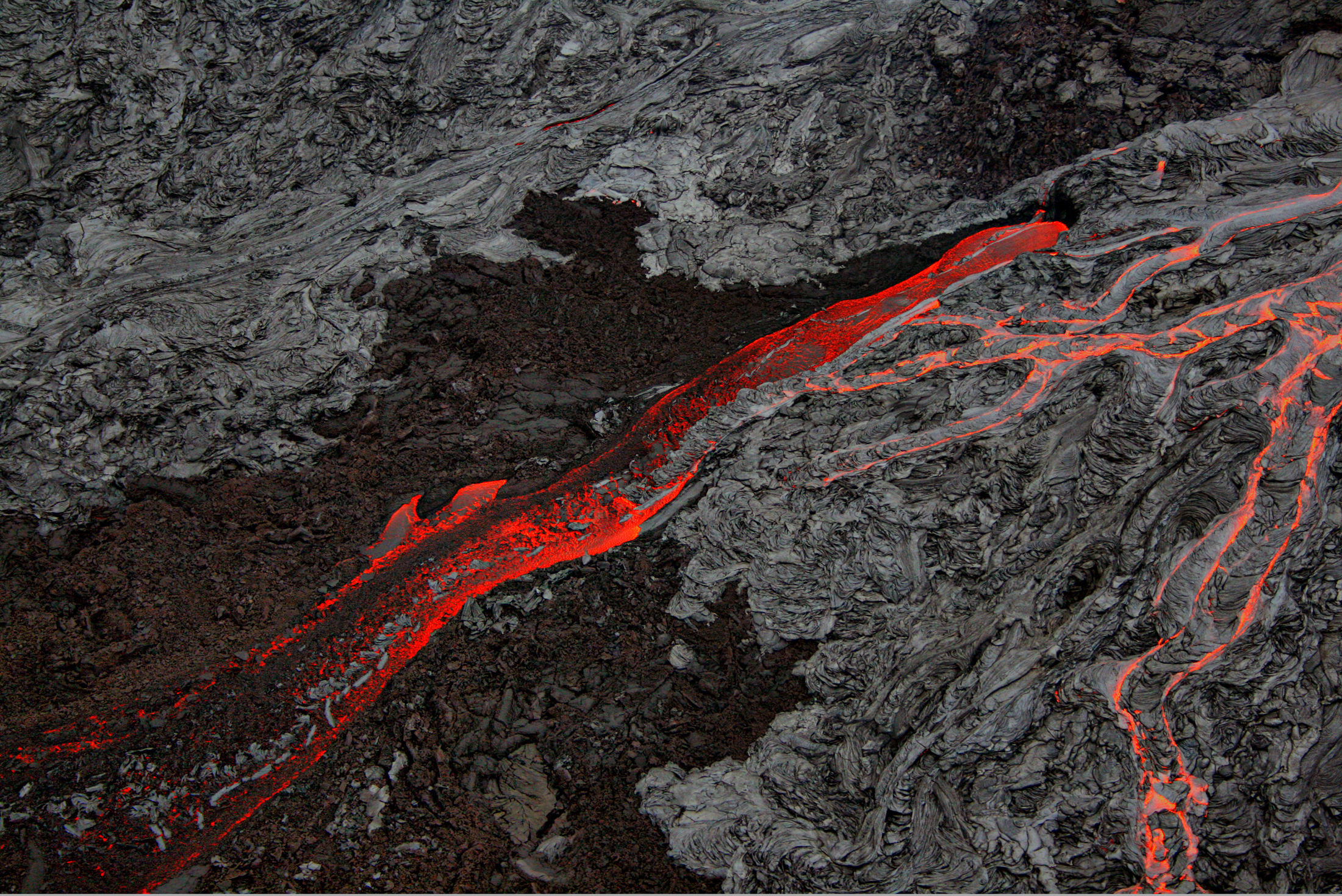
Lava del tipus Pāhoehoe a Hawaii, 2007

En general, la composició de la lava en determina el seu comportament més que no pas la temperatura de la seva erupció.

### Composició
Les roques ígnies, que formen el flux de lava en l'erupció, es poden classificar en tres tipus químics; lava fèlsica, lava intermèdia i lava màfica, que són quatre si s'inclou la lava ultramàfica.

#### Lava fèlsica
Les laves fèlsiques (o silíciques) com la riolita i la dacita formen agrupacions de laves gruixudes i curtes i estan associades a dipòsits piroclàstics. La majoria de les laves silíciques són extremadament viscoses i típicament es fragmenten per extrusió. La seva alta viscositat i resistència són producte de la seva composició alta en silici, alumini, potassi, sodi i calci que formen un polímer ric en feldespat i quars. Els magmes fèlsics poden erupcionar a temperatures tan baixes com les de 650 a 750 °C.

#### Lava intermèdia
La lava Intermèdia o andesítica tenen continguts més baixos d'alumini i de silici i normalment són més riques en magnesi i ferro. Ocorren en llocs com els Andes. Normalment són més calentes que les fèlsiques (dins el rang entre 750 a 950 °C), tendeixen a ser menys viscoses. Tenen una tendència més gran de formar fenocrists.

#### Lava màfica
La lava màfica o basàltica estan tipificades pel seu alt contingut ferromagnètic i generalment erupcionen a temperatures més altes de 950 °C. La viscositat és relativament baixa. Formen grans fenocrists. Tendeixen a formar volcans en escut o camps de basalt. La majoria de les laves basàltiques són del tipus ʻAʻā o pāhoehoe. Sota l'aigua poden formar el coixí de lava.

##### Lava ultramàfica
Les laves ultramàfiques com la komatiïta són magmes amb molt de magnesi que formen boninita. Les komatiïtes contenen al voltant d'un 18% d'òxid de magnesi i es creu que erupcionen a temperatures de 1600 °C. A aquestes temperatures no hi ha polimerització i la seva viscositat és menor que la de l'aigua. La majoria de les laves ultramàfiques no són més recents que del període Proterozoic, No es coneixen laves komatiïtes dels temps moderns.

### Comportament de la lava

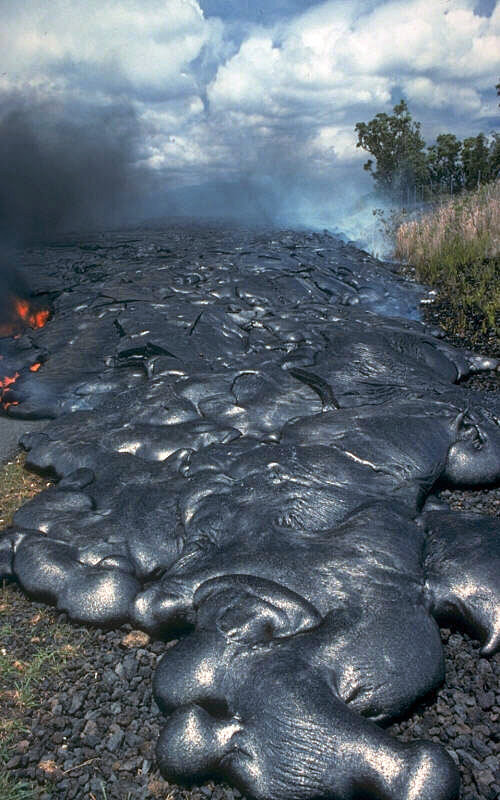
Dits de pāhoehoe a Hawaii al volcà Kīlauea

La viscositat de la lava és important perquè determina com es comporta la lava. Laves d'alta viscositat són la riolita, la dacita, andesita i traquita.
La lava molt viscosa tendeix a comportar-se com:
- tendència a fluir lentament i formar blocs sòlids que resisteixen el flux
- tendència a atrapar gas volcànic, el qual forma vesicles (bombolles) dins la roca quan arriba a la superfície
- correlacionades amb erupcions freàtiques explosives i associades amb tuff i els flux piroclàstics

La lava amb poca viscositat es comporta com:
- tendeix a fluir lentament, formant canals i rius de roca fosa
- tendeix a alliberar bombolles de gasos
- les erupcions rarament són piroclàstiques
- els volcans tendeixen a formar escuts amplis

Les laves també poden contenir molts altres components, de vegades inclouen cristalls sòlids de diversos minerals, fragments de roques exòtiques com xenòlits i fragments de lava prèviament solidificada